# Kush (gruppo musicale)
I Kush sono stati un gruppo musicale rap metal statunitense, in attività dal 2000 al 2002. La loro formazione comprendeva il rapper B-Real, membro storico dei Cypress Hill, il chitarrista dei Deftones Stephen Carpenter, e due ex componenti dei Fear Factory, Raymond Herrera e Christian Olde Wolbers.

## History
Il progetto fu annunciato per la prima volta nel 2000. "Dr. Kush" era in origine il nome del gruppo, in caso di uso da parte di altre formazioni. Nel novembre del 2000 giunse la notizia del completamento di sette tracce. Nel 2001 B-Real dichiarò di essere interessato a pubblicare il primo album in studio, entro il 2003. I Kush si esibirono nel 2002 allo Smoke Out, tour storico dei Cypress Hill, aprendo la loro apparizione con un brano intitolato "Psycho Killer", una delle dieci tracce messe a punto per un possibile album. B-Real dichiarò che la musica del suo progetto collaterale "era lontana dai luoghi comuni associati ad altri brani di genere, era leggermente più aggressiva, e presentava alcune differenze di composizione rispetto al lavoro coi Cypress Hill, considerati artisti con atteggiamenti di strada." Nell'aprile del 2002 giunse la notizia che i Kush avevano completato il loro album d'esordio, ma che sarebbe stato pubblicato con notevoli difficoltà, per via dell'appartenenza dei componenti ad etichette discografiche diverse. Nel novembre del 2002 fu riportato il mancato completamento dell'album, che però era quasi sul punto di essere registrato in modo definitivo. Ufficialmente i Kush non hanno pubblicato materiale inedito, ma diversi siti Internet di file sharing ne hanno fatto trapelare in rete alcuni demo.
Nel 2014 B-Real dichiarò che il progetto era stato bloccato da "scontri tra le etichette discografiche".

## Formazione
- B-Real — voce
- Stephen Carpenter — chitarra
- Christian Olde Wolbers — basso
- Raymond Herrera — batteria